# Ушкурай
Ушкурай (каз. Үшқурай) — упразднённое село в Шалкарском районе Актюбинской области Казахстана. Входило в состав Тогызского сельского округа. Код КАТО — 156445700. Упразднено в 2019 г.

## Население
В 1999 году население села составляло 49 человек (25 мужчин и 24 женщины). По данным переписи 2009 года, в селе проживало 47 человек (25 мужчин и 22 женщины).